# منتخب موريشيوس لكرة السلة
منتخب موريشيوس لكرة السلة هو ممثل موريشيوس الرسمي في المنافسات الدولية في كرة السلة
.